# 弗里岑斯
弗里岑斯是奥地利蒂罗尔州因斯布鲁克兰县的一个市镇。总面积6.1平方公里，总人口2063人，人口密度338.2人/平方公里（2011年）。